# 統合医療
統合医療（とうごういりょう、英語：integrative medicine; integrated medicine; integrative health）とは、西洋医学による医療と代替医療を合わせて患者を治療することである。
米国ではアリゾナ大学の医学教授アンドルー・ワイルにより研修教育がおこなわれている。

## 日本における統合医療
日本では、明治維新以前、西洋医学に類しない漢方医学や鍼灸治療などを基にした東洋医学による伝統医療が行われていた。維新以後は急速に西洋医学が導入され、日本の伝統医療は衰退した。しかし、昭和以降、一部の伝統医療の復旧を望む動きが起こり、漢方治療、鍼灸治療などは存続している。明治以降の大学における教育・研究は西洋医学に基づいて行われたため、医師の資格を持って医療を行う者は西洋医学医療を行い、漢方医や鍼灸師など日本伝統医療の流れを汲む者とは一般に相互の交流はなく、今日まで両者は並存している状態が続いている。
これらの統合を意図した動きとしては、昭和58年（1983年）に、鍼灸を専門に研究する初の四年制大学である明治鍼灸大学が設立され(現明治国際医療大学)、1990年代の同学のスローガンとして「中西医結合」が掲げられた。「国際統合医科学研究・人材育成拠点の創成」と題するプログラムが2005年度の文部科学省科学技術振興調整費「戦略的研究拠点育成プログラム（通称：スーパーCOE）」に東京女子医科大学から申請され、採択された。これに基づき国際統合医科学インスティテュート（International Research and Educational Institute for Integrated Medical Sciences：IREIIMS）が設立され、東京女子医科大学大学院に統合医科学分野が、また、医療従事者を対象とするチーム制統合医科学育成コースが設立された。また、東京女子医科大学付属東洋医学研究所では、医学生・医師への漢方治療・鍼灸治療の診療を、東京女子医科大学附属青山女性自然医療研究所では、気功治療、ホメオパシーなどの診療をおこなっている。
今日、日本統合医療学会(IMJ)、日本補完代替医療学会、日本統合医療系連合学会などが、統合医療の実現のための教育、研究などを進めている。
統合医療は、西洋医学に補完代替医療を加えることによって、未病からの病気の超早期発見や予防、根治、健康維持の増進などを目指し、医療費の削減効果が期待されている。
日本では通常の西洋医学による医療は健康保険でまかなわれるが、代替医療の大部分は健康保険が適用されない。統合医療は西洋医学と代替医療の併用を行うため、保険診療と自由診療（保険外診療）を併用する混合診療となる。2006年9月現在、混合診療は禁止されている。このため、自由診療が少しでも含まれる診療は全額が非保険扱いになるという問題がある。鳩山由紀夫首相は2010年1月29日の施政方針演説で「統合医療の積極的な推進の検討」を表明した。これをうけて厚生労働省は、統合医療への保険適用や資格制度の導入を視野に、2月5日に統合医療プロジェクトチームを発足させた。プロジェクトチームは統合医療の研究がさかんなアメリカの国立衛生研究所のジャンル分けを参考に、中国伝統医学、鍼灸、カイロプラクティック、アーユルベーダ、ユナニ、断食療法、マッサージ、アロマテラピー、ヨガ、瞑想、磁気療法、オゾン療法、温泉療法、気功といった統合医療の日本国内での実態把握をはじめることにしていた。しかしながら、民主党から自民党への政権交代後、この動きは中断している。
統合医療と似た概念としてホリスティック医療がある。統合医療は、いわば足し算であるが、ホリスティック医療(あるいはホリスティック医学)では、始めに全体ありきというスタンスをとるところに特徴があり、スピリチュアルな方法も排除せず、医師主導でなく、患者が自ら癒すことを重視するとされる。